# Sheridan Grosvenor
Sheridan Rudy Grosvenor (ur. 27 lipca 1978) – barbadoski piłkarz występujący na pozycji obrońcy, obecnie zawodnik Notre Dame.

## Kariera klubowa
Grosvenor swoją karierę piłkarską rozpoczynał w zespole Notre Dame SC z siedzibą w parafii Saint Michael. W swoim debiutanckim sezonie, 2005, wywalczył sobie miejsce w pierwszym składzie i zdobył z tą drużyną mistrzostwo kraju. Rok później, w rozgrywkach 2006, osiągnął za to tytuł wicemistrzowski i sukces ten powtórzył również pięć lat później, w 2011 roku. Po raz drugi mistrzem Barbadosu został w 2008 roku, natomiast po raz trzeci w sezonie 2010. W tych samych latach triumfował równocześnie w rozgrywkach krajowego pucharu.

## Kariera reprezentacyjna
W seniorskiej reprezentacji Barbadosu Grosvenor zadebiutował w 2004 roku, mając 26 lat. Pierwszego gola w kadrze narodowej strzelił 14 listopada 2011 w przegranym 1:2 spotkaniu z Bermudami w ramach eliminacji do Mistrzostw Świata 2014. Jego drużyna nie zdołała się ostatecznie zakwalifikować na mundial.